# Atmosphère d'Europe
Pour les articles homonymes, voir Atmosphère.
L’atmosphère d'Europe, un des satellites naturels de Jupiter, fut décrite pour la première fois en 1995 par les observations du Goddard High Resolution Spectrograph (en) du télescope spatial Hubble. Cette atmosphère ténue est composée principalement de dioxygène,.
La pression de surface de l'atmosphère d'Europe est de 1 micropascal, ou un cent-milliardième (10−11) de la pression terrestre. À une pression et une température équivalente à celle de la Terre au niveau de la mer, l'oxygène d'Europe « remplirait seulement environ une douzaine de Houston Astrodomes ».

## Structure
En 1997, la sonde Galileo confirma la présence d'une ionosphère ténue (une couche atmosphérique supérieure chargée de particules ionisées) autour d'Europe. Elle est créée par les radiations solaires et les particules énergétiques de la magnétosphère de Jupiter,, ce qui met en évidence la présence d'une atmosphère.

## Composition
Contrairement à l'oxygène de l'atmosphère terrestre, celui d'Europe n'est pas d'origine biologique. D'après R. E. Johnson et ses collègues, l'atmosphère se forme par radiolyse, la dissociation des molécules par radiation. Les radiations UV solaires et les particules chargées (ions et électrons) de la magnétosphère jovienne frappent la surface glacée d'Europe, divisant l'eau en hydrogène et en oxygène. Ces composants sont alors adsorbés et « pulvérisés » dans l'atmosphère. Les mêmes radiations créent aussi des éjections de ces produits qui entrent en collision, et ces deux processus forment une atmosphère. Le dioxygène est le composant le plus dense de l'atmosphère car il a une longue durée de vie ; après être retourné sur la surface, il ne gèle pas comme l'eau ou le peroxyde d'hydrogène mais s'échappe à nouveau de la surface et recommence un cycle. Le dihydrogène n'atteint jamais la surface, car il est suffisamment léger pour échapper à la gravité de surface d'Europe,.
Les observations de la surface montrent qu'une petite partie du dioxygène produit par radiolyse n'est pas éjecté par la surface. Puisque la surface interagit avec l'océan souterrain (basée sur l'hypothèse de son existence), ce dioxygène pourrait passer par l'océan, où il pourrait participer à un processus biologique.
Le dihydrogène qui échappe à la gravité d'Europe forme, avec l'oxygène et le dioxygène, un anneau de gaz autour de l'orbite d'Europe autour de Jupiter. Ce « nuage neutre » a été détecté par les sondes Cassini et Galileo, et a un contenu plus important (le nombre d'atomes et de molécules) que le nuage neutre entourant la lune intérieure du Jupiter, Io. Les modèles prévoient que presque chaque atome ou molécule dans l'anneau d'Europe sont ionisés, fournissant ainsi une source au plasma magnétosphérique de Jupiter.

## Sources
- (en) Cet article est partiellement ou en totalité issu de l’article de Wikipédia en anglais intitulé « Europa (moon) » (voir la liste des auteurs).

## Compléments